# Escombreta
|  | Per a altres significats, vegeu «escombreta de vàter». |

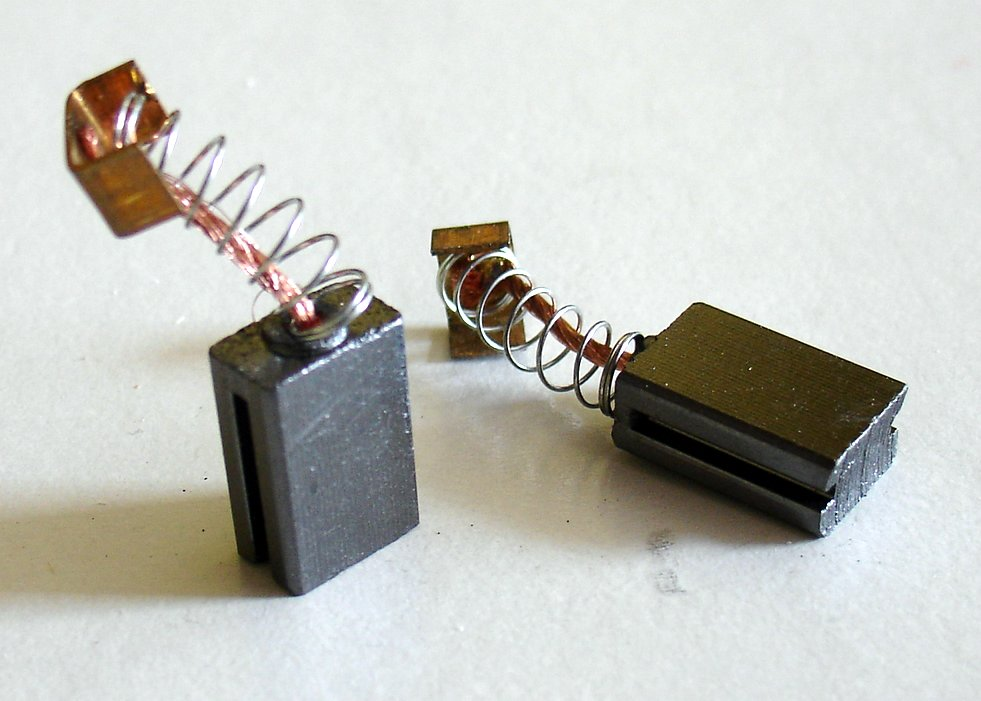
Escombretes.

Les escombretes són dispositius elèctrics presents en motors elèctrics. En electricitat, sovint és necessari establir una connexió elèctrica entre una part fixa i una part rotatòria en un dispositiu. És el cas dels motors o generadors elèctrics, on cal establir una connexió de la part fixa de la màquina amb les bobines del rotor. Per realitzar aquesta connexió es fixen en l'eix de gir dos anells, generalment de coure, aïllats elèctricament d'aquest eix i connectats als terminals de la bobina rotatòria. Davant d'aquests anells es disposen uns blocs de carbó que, mitjançant uns ressorts, fan pressió sobre ells establint el contacte elèctric necessari. Aquests blocs de carbó es denominen escombretes i els anells rotatoris reben el nom de col·lector.
En determinat tipus de màquines electromagnètiques, com els motors o generadors de corrent continu, els anells del col·lector estan dividits en dues o més parts aïllades unes de les altres i connectades a una o més bobines. En aquest cas cadascuna de les parts en què està dividit el col·lector es denomina delga.
Atès que, pel fregament, en girar el dispositiu es produeix un desgast per abrasió, les escombretes han de ser substituïdes periòdicament. Per aquest motiu s'han inventat els motors elèctrics sense escombretes.

## Història

Commutador amb escombretes

Resulta curiós el fet que un element amb estructura polièdrica es denomini escombreta, quan per a nosaltres el terme escombreta sempre està orientat cap a alguna cosa amb filaments, amb pèls o amb alguna cosa relacionada amb el que el seu terme en espanyol signifiqui. En realitat, l'escombreta, com a tal, va aparèixer com a resultat a un problema que es va presentar quan les primeres màquines elèctriques van ser desenvolupades. El problema de resoldre era portar un corrent elèctric des d'una massa giratòria a una massa estacionària (el que es coneix avui dia com rotor i estator).
El primer element que es va utilitzar per portar corrent elèctric d'una massa giratòria a una massa estacionària va ser, precisament, una escombra, una brotxa. L'inventor, va prendre un cable amb una sèrie de filaments metàl·lics, com encenalls de fosa, els va agrupar amb un anell metàl·lic, com una brotxa d'afaitar, i les va disposar en contacte amb una superfície energitzada, l'anell lliscant d'un generador de corrent altern rudimentari. Per aquest motiu, que el seu nom original en anglès fou brush, nom que responia exactament a l'element que s'estava inventant. Aquesta solució va resultar ser relativament pràctica per a màquines petites i màquines lentes. Però en la mesura que les potències dels generadors es van anar fent més grans, la brotxa de pèls metàl·lics ja era rebutjada, perquè aquests es reescalfaven, es fonien ràpidament i es trencaven.
Així, es va veure la necessitat de passar a un material més sòlid. S'arriba llavors al que és una escombreta per a màquines elèctriques, que es defineix en primera instància com un fregadors-conductor de corrent. És doncs un element mecànic i elèctric té com a missió transferir corrent d'intensitat molt variable entre la massa giratòria i el seu circuit exterior d'alimentació o utilització. La primera equivocació que es va cometre va ser pensar en utilitzar un material conductor. De tal manera, es va pensar en escombretes de coure, ferro i bronze, les quals van realitzar molt bé la seva feina com a conductors, però no van resultar ser bons materials en relació amb el fregament, ja que a causa del alt coeficient de fregament que hi ha entre dues superfícies metàl·liques, ambdues es deterioraven ràpidament. Així, com que desgastaven brutalment els anells, les simplement anomenades "escombretes metàl·liques" van ser apartades.
Llavors, l'anàlisi es va fer a la inversa; va caldre buscar primer un bon fregadors que tingués unes condicions acceptables com conductor. Després de moltes avaluacions es va arribar a un material sòlid, que és precisament el carbó. En aquest moment era un carbó amorf, de característiques molt diferents a les que es coneixen avui en dia. No obstant això, la idea persisteix fins als nostres dies, pel fet que l'estructura molecular del carbó és excel·lent per a la fricció. La veritat és que aquest es gasta amb el temps i gasta també al mateix col·lector, encara que ha de passar un període molt prolongat perquè això succeeixi. La composició molecular del carbó en forma de grafit és com un llibre. Són molècules hexagonals disposades en forma de làmines, és molt fàcil retirar les seves capes externes. Es pot comprovar si prenem una escombreta i li passem el dit, trobarem que es desprèn molt fàcilment la seva última capa. Aquesta característica és el que converteix aquest material en un candidat excel·lent per a la fricció.
El carbó és un material anomenat auto-lubricat, que no ataca la superfície sobre la qual està fregant i no es desgasta acceleradament. El grafit o carbó no és un excel·lent conductor de l'electricitat, però, es pot intervenir elèctrica i químicament sobre ell per convertir-lo en un "regular" o "bon" conductor de l'electricitat, condició que resulta d'un valor incalculable quan més endavant s'arriba al que és la màquina de corrent continu.
El desenvolupament de les màquines elèctriques va imposar ràpidament que es desenvoluparan també els diversos materials per a la fabricació d'escombretes. És a dir, si la primera màquina va ser el generador de corrent altern, més endavant apareixeria el propi motor de corrent altern, després ve l'aparició del corrent continu amb el seu generador, el seu motor i una sèrie de desenvolupaments com la màquina fraccionària universal i els motors de corrent altern amb velocitat variable, el mateix motor d'inducció amb rotor bobinat presenta una sèrie de reptes per a les escombretes, i va obligar els fabricants a desenvolupar graus especials i innovar cada dia sobre aquest tema.
Els ferrocarrils, en la majoria dels països, han adoptat motors de corrent continu amb unitats convertidors, bé sigui en subestacions o bé en el mateix tren. Les màquines laminadores i les de tracció elèctrica utilitzades en les mines de carbó requereixen sovint l'alimentació en corrent continu, que també ofereix avantatges en la propulsió marina i plantes auxiliars. En fi, el desenvolupament en el disseny i el control de les màquines de corrent continu les fa summament útils per a treballs de tota naturalesa.
El funcionament satisfactori de les màquines de corrent continu s'ha degut en gran part a l'ús d'escombretes de carbó especials, amb graus d'escombretes correctes, i dels pols de commutació. L'estudi de les escombretes de carbó i la seva aplicació correcta en les màquines modernes és de gran importància per a tots els usuaris de maquinària elèctrica.
La correcta aplicació i selecció de les escombretes, conjuntament amb l'adequat manteniment, es tradueix en la millora del rendiment de la màquina i uns menors costos de parada.